# キユーピー醸造
キユーピー醸造株式会社（キユーピーじょうぞう、英: Kewpie Jyozo Co.,Ltd.）はキユーピーグループの食品メーカー。キユーピーマヨネーズの原料用酢の製造を目的に設立され、アルギン酸カルシウムを活用した野菜の品質低下防止の研究なども行っている。

## 主な製品
- 食酢 - 米酢、穀物酢、果実酢、黒酢
- 調味酢 - すし酢、サラダ・浅漬け用酢
- 食品添加物 - 殺菌用アルコール製剤
- 発酵乳酸、発酵調味料
- 食品原料素材 - すし用具材、果汁等

## 主要事業所
- 本社・研究所
- 五霞工場 - 〒306-0315 茨城県猿島郡五霞町小手指1800
- 日光工場 - 〒321-2404 栃木県日光市轟1195番地2
- 滋賀工場 - 〒529-1325 滋賀県愛知郡愛荘町東円堂533-3
- 宇佐工場 - 〒872-0104 大分県宇佐市大字小向野305

## 沿革
- 1962年8月 - マヨネーズ原料用の酢の製造を目的に、キユーピー・中島董商店・西府農場・尾道造酢・昭和醸造工業により西府産業株式会社を設立。
- 1963年10月 - 東京都府中市に中河原工場開設。
- 1970年9月 - キユーピー醸造株式会社に社名変更。
- 1972年3月 - 大分県宇佐市に関連会社九州ビネガー設立。
- 1974年3月 - 滋賀工場開設。
- 1985年11月 - 五霞工場開設。
- 1990年8月 - 五霞工場を増設し、中河原工場の生産設備を統合。
- 2002年10月 - 九州ビネガーを合併、キユーピー醸造宇佐工場とする。
- 2009年1月 - 日光工場開設。
- 2013年10月15日 - 本社を東京都府中市宮町1-40から、現在地の旧・キユーピー仙川工場跡地に完成した仙川キユーポートへ移転[3]。